# Hrabstwo Centre

Piramida wieku hrabstwa

Hrabstwo Centre (ang. Centre County) – hrabstwo w stanie Pensylwania w USA. Hrabstwo zajmuje powierzchnię lądową 2867 km². Według szacunków US Census Bureau w roku 2005 liczyło 140 561 mieszkańców. Siedzibą hrabstwa jest miasto Bellefonte.